# 美唄母子強盗殺傷事件
美唄母子強盗殺傷事件（びばい ぼしごうとうさっしょうじけん）とは、1956年（昭和31年）11月20日に北海道美唄市で発生した強盗殺人事件。当時18歳の少年による少年犯罪である。

## 概要
1956年11月20日、北海道美唄市で当時18歳の炭坑雑役夫の少年が菓子店に押し入り、談笑中だった経営者の未亡人と経営者の娘を背後から斧で襲い、店内の金庫から現金を盗んで逃走した。娘は死亡し、未亡人は脳挫傷の重傷を負った。
その後犯人は逮捕され、強盗殺人罪と強盗殺人未遂罪で起訴された。
1957年4月26日、札幌地裁は被告人に対して死刑判決を言い渡した。被告人は事件時は18歳と8日であり、現少年法規定で死刑判決が言い渡せる18歳以上としては、歴代最年少である。
弁護側が控訴し、1958年1月28日に札幌高裁は死刑判決を破棄し、無期懲役判決を言い渡して確定した。